# マーク・シュルツ
マーク・シュルツ（英語: Mark Schultz, 男性、1960年10月26日 - ）は、アメリカ合衆国カリフォルニア州パロアルト出身のレスリング選手、総合格闘家。ロサンゼルスオリンピック男子フリースタイル82kg級金メダリスト。
レスリング選手のデイブ・シュルツは実兄。

## 来歴
2歳のときに両親は離婚し、兄弟は各地を転々としながら寄り添って生きた。
パロアルト高校時代は体操とレスリングでカリフォルニア州王者となり、オクラホマ大学時代ではレスリングのNCAAディビジョン1で3度優勝した。
1984年、ロサンゼルスオリンピックに出場し、男子フリースタイル82kg級で金メダルを獲得した。
1985年、レスリング世界選手権に出場し、男子フリースタイル82kg級で優勝を果たした。
1987年、レスリング世界選手権に出場し、男子フリースタイル82kg級で優勝を果たした。

### 映画
デュポン財閥の御曹司ジョン・デュポンの誘いを受け兄デイブと共にソウルオリンピック制覇のために結成されたレスリングチーム「フォックスキャッチャー」に入団した。当初は高額な年俸と最新のトレーニング設備が与えられ喜んでいたが、実はデュポンは統合失調症を患っており、彼の奇行はマークを混乱させ悲劇に発展した。
1996年1月26日、ついに兄デイブがデュポンに射殺された。この事件は2014年に『フォックスキャッチャー』のタイトルで映画化された。映画では1980年代にUFCのPPVを観戦しているシーンが存在するなど現実世界とは異なる描写がある。

### 総合格闘技
1996年5月17日、総合格闘技デビュー戦となったUFC 9でゲーリー・グッドリッジと対戦し、カットでTKO勝ちを収めた。
2003年9月13日、7年4か月ぶりの復帰戦となったJungle Fight 1でレオポルド・モンテネグロと対戦し、三角絞めで一本負けを喫した。

## 戦績
| 総合格闘技 戦績 | 総合格闘技 戦績 | 総合格闘技 戦績 | 総合格闘技 戦績 | 総合格闘技 戦績 | 総合格闘技 戦績 | 総合格闘技 戦績 |
| --------------- | --------------- | --------------- | --------------- | --------------- | --------------- | --------------- |
| 2 試合          | (T)KO           | 一本            | 判定            | その他          | 引き分け        | 無効試合        |
| 1 勝            | 1               | 0               | 0               | 0               | 0               | 0               |
| 1 敗            | 0               | 1               | 0               | 0               | 0               | 0               |

| 勝敗 | 対戦相手                 | 試合結果               | 大会名                    | 開催年月日    |
| ×    | レオポルド・モンテネグロ | 1R 2:40 三角絞め       | Jungle Fight 1            | 2003年9月13日 |
| ○    | ゲーリー・グッドリッジ   | 1R 12:00 TKO（カット） | UFC 9: Motor City Madness | 1996年5月17日 |

## 獲得タイトル
- レスリングワールドカップ 男子フリースタイル82kg級 優勝（1982年）
- ロサンゼルスオリンピック レスリング 男子フリースタイル82kg級 優勝（1984年）
- レスリング世界選手権 男子フリースタイル82kg級 優勝（1985年）
- レスリング世界選手権 男子フリースタイル82kg級 優勝（1987年）
- パンアメリカン競技大会 レスリング 男子フリースタイル82kg級 優勝（1987年）

## 表彰
- 全米レスリング協会 最優秀選手（1987年）
- オリンピックマガジン 最優秀選手（1987年）
- 全米レスリング 殿堂入り（1995年）